# Fed Cup 2002
La Fed Cup 2002 è stata la 40ª edizione del più importante torneo tennistico per nazionali femminili. Hanno partecipato alla competizione 83 nazionali. La finale si è giocata dal 2 al 3 novembre al Palacio de Congresos de Maspalomas di Gran Canaria in Spagna ed è stata vinta dalla Slovacchia che ha battuto la Spagna.

## World Group
| Squadre partecipanti | Squadre partecipanti | Squadre partecipanti | Squadre partecipanti |
| Argentina            | Austria              | Australia            | Belgio               |
| Croazia              | Rep. Ceca            | Francia              | Germania             |
| Ungheria             | Italia               | Russia               | Slovacchia           |
| Spagna               | Svezia               | Svizzera             | Stati Uniti          |
| -------------------- | -------------------- | -------------------- | -------------------- |

### Tabellone
|  | Primo turno 27-28 aprile         | Primo turno 27-28 aprile                  | Primo turno 27-28 aprile |                             |           | Quarti di finale 20-21 luglio | Quarti di finale 20-21 luglio         | Quarti di finale 20-21 luglio |   |   | Semifinali 30-31 ottobre | Semifinali 30-31 ottobre              | Semifinali 30-31 ottobre |   |  | Finale 2-3 novembre | Finale 2-3 novembre | Finale 2-3 novembre |
|  |                                  |                                           |                          |                             |           |                               |                                       |                               |   |   |                          |                                       |                          |   |  |                     |                     |                     |
|  | Charlotte, Stati Uniti (Terra)   |                                           |                          |                             |           |                               |                                       |                               |   |   |                          |                                       |                          |   |  |                     |                     |                     |
|  | S                                | Stati Uniti                               | 2                        |                             |           |                               |                                       |                               |   |   |                          |                                       |                          |   |  |                     |                     |                     |
|  | S                                | Stati Uniti                               | 2                        | Pörtschach, Austria (Terra) |           |                               |                                       |                               |   |   |                          |                                       |                          |   |  |                     |                     |                     |
|  |                                  | Austria                                   | 3                        |                             |           |                               |                                       |                               |   |   |                          |                                       |                          |   |  |                     |                     |                     |
|  |                                  | Austria                                   | 3                        |                             | Austria   | 4                             |                                       |                               |   |   |                          |                                       |                          |   |  |                     |                     |                     |
|  | Bol, Croazia (Terra)             |                                           |                          |                             | Austria   | 4                             |                                       |                               |   |   |                          |                                       |                          |   |  |                     |                     |                     |
|  |                                  |                                           | Croazia                  | 1                           |           |                               |                                       |                               |   |   |                          |                                       |                          |   |  |                     |                     |                     |
|  | S                                | Rep. Ceca                                 | Croazia                  | 1                           | 2         |                               |                                       |                               |   |   |                          |                                       |                          |   |  |                     |                     |                     |
|  | S                                | Rep. Ceca                                 |                          |                             | 2         |                               | Gran Canaria, Spagna (Cemento indoor) |                               |   |   |                          |                                       |                          |   |  |                     |                     |                     |
|  |                                  | Croazia                                   | 3                        |                             |           |                               |                                       |                               |   |   |                          |                                       |                          |   |  |                     |                     |                     |
|  |                                  |                                           |                          |                             |           |                               |                                       | Austria                       | 2 |   |                          |                                       |                          |   |  |                     |                     |                     |
|  | Almería, Spagna (Terra)          |                                           |                          |                             |           |                               |                                       | Austria                       | 2 |   |                          |                                       |                          |   |  |                     |                     |                     |
|  |                                  | S                                         | Spagna                   | 3                           |           |                               |                                       |                               |   |   |                          |                                       |                          |   |  |                     |                     |                     |
|  | S                                | S                                         | Spagna                   | 3                           | Spagna    | 4                             |                                       |                               |   |   |                          |                                       |                          |   |  |                     |                     |                     |
|  | S                                | Capdepera, Spagna (Terra)                 |                          |                             | Spagna    | 4                             |                                       |                               |   |   |                          |                                       |                          |   |  |                     |                     |                     |
|  |                                  | Ungheria                                  | 1                        |                             |           |                               |                                       |                               |   |   |                          |                                       |                          |   |  |                     |                     |                     |
|  |                                  | Ungheria                                  | 1                        | S                           | Spagna    | 5                             |                                       |                               |   |   |                          |                                       |                          |   |  |                     |                     |                     |
|  | Dresda, Germania (Terra)         |                                           |                          | S                           | Spagna    | 5                             |                                       |                               |   |   |                          |                                       |                          |   |  |                     |                     |                     |
|  |                                  |                                           | Germania                 | 0                           |           |                               |                                       |                               |   |   |                          |                                       |                          |   |  |                     |                     |                     |
|  | S                                | Russia                                    | Germania                 | 0                           | 2         |                               |                                       |                               |   |   |                          |                                       |                          |   |  |                     |                     |                     |
|  | S                                | Russia                                    |                          |                             | 2         |                               |                                       |                               |   |   |                          | Gran Canaria, Spagna (Cemento indoor) |                          |   |  |                     |                     |                     |
|  |                                  | Germania                                  | 3                        |                             |           |                               |                                       |                               |   |   |                          |                                       |                          |   |  |                     |                     |                     |
|  |                                  |                                           |                          |                             |           |                               |                                       |                               |   |   |                          | S                                     | Spagna                   | 1 |  |                     |                     |                     |
|  | Bratislava, Slovacchia (Terra)   |                                           |                          |                             |           |                               |                                       |                               |   |   |                          | S                                     | Spagna                   | 1 |  |                     |                     |                     |
|  |                                  | S                                         | Slovacchia               | 3                           |           |                               |                                       |                               |   |   |                          |                                       |                          |   |  |                     |                     |                     |
|  |                                  | S                                         | Slovacchia               | 3                           | Svizzera  | 2                             |                                       |                               |   |   |                          |                                       |                          |   |  |                     |                     |                     |
|  |                                  | Bratislava, Slovacchia (Sintetico indoor) |                          |                             | Svizzera  | 2                             |                                       |                               |   |   |                          |                                       |                          |   |  |                     |                     |                     |
|  | S                                | Slovacchia                                | 3                        |                             |           |                               |                                       |                               |   |   |                          |                                       |                          |   |  |                     |                     |                     |
|  | S                                | Slovacchia                                | 3                        |                             | S         | Slovacchia                    | 4                                     |                               |   |   |                          |                                       |                          |   |  |                     |                     |                     |
|  | Buenos Aires, Argentina (Terra)  |                                           |                          |                             | S         | Slovacchia                    | 4                                     |                               |   |   |                          |                                       |                          |   |  |                     |                     |                     |
|  |                                  | S                                         | Francia                  | 1                           |           |                               |                                       |                               |   |   |                          |                                       |                          |   |  |                     |                     |                     |
|  |                                  | S                                         | Francia                  | 1                           | Argentina | 2                             |                                       |                               |   |   |                          |                                       |                          |   |  |                     |                     |                     |
|  |                                  |                                           |                          |                             | Argentina | 2                             | Gran Canaria, Spagna (Cemento indoor) |                               |   |   |                          |                                       |                          |   |  |                     |                     |                     |
|  | S                                | Francia                                   | 3                        |                             |           |                               |                                       |                               |   |   |                          |                                       |                          |   |  |                     |                     |                     |
|  | S                                | Francia                                   | 3                        |                             |           |                               |                                       |                               |   | S | Slovacchia               | 3                                     |                          |   |  |                     |                     |                     |
|  | Milano, Italia (Terra)           |                                           |                          |                             |           |                               |                                       |                               |   | S | Slovacchia               | 3                                     |                          |   |  |                     |                     |                     |
|  |                                  | S                                         | Italia                   | 1                           |           |                               |                                       |                               |   |   |                          |                                       |                          |   |  |                     |                     |                     |
|  |                                  | S                                         | Italia                   | 1                           | Svezia    | 0                             |                                       |                               |   |   |                          |                                       |                          |   |  |                     |                     |                     |
|  |                                  | Bologna, Italia (Terra)                   |                          |                             | Svezia    | 0                             |                                       |                               |   |   |                          |                                       |                          |   |  |                     |                     |                     |
|  | S                                | Italia                                    | 5                        |                             |           |                               |                                       |                               |   |   |                          |                                       |                          |   |  |                     |                     |                     |
|  | S                                | Italia                                    | 5                        |                             | S         | Italia                        | 4                                     |                               |   |   |                          |                                       |                          |   |  |                     |                     |                     |
|  | Bruxelles, Belgio (Terra indoor) |                                           |                          |                             | S         | Italia                        | 4                                     |                               |   |   |                          |                                       |                          |   |  |                     |                     |                     |
|  |                                  | S                                         | Belgio                   | 1                           |           |                               |                                       |                               |   |   |                          |                                       |                          |   |  |                     |                     |                     |
|  |                                  | S                                         | Belgio                   | 1                           | Australia | 1                             |                                       |                               |   |   |                          |                                       |                          |   |  |                     |                     |                     |
|  |                                  |                                           |                          |                             | Australia | 1                             |                                       |                               |   |   |                          |                                       |                          |   |  |                     |                     |                     |
|  | S                                | Belgio                                    | 3                        |                             |           |                               |                                       |                               |   |   |                          |                                       |                          |   |  |                     |                     |                     |

Le perdenti del primo turno accedono ai Play-off con i vincitori del World Group II.

### Finale
| Spagna 1 | Palacio de Congresos de Maspalomas, Gran Canaria, Spagna 2 novembre - 3 novembre 2002 Cemento (indoor) | Palacio de Congresos de Maspalomas, Gran Canaria, Spagna 2 novembre - 3 novembre 2002 Cemento (indoor) | Slovacchia 3 |     |     |             |
| \| \| \| \| 1 \| 2 \| 3 \| \| \| - \| \| -------------------------------------------------------------------------- \| ---- \| --- \| --- \| ----------- \| \| 1 \| \| Conchita Martínez Janette Husárová \| 6 4 \| 7 6 \| \| \| \| 2 \| \| Magüi Serna Daniela Hantuchová \| 2 6 \| 1 6 \| \| \| \| 3 \| \| Conchita Martínez Daniela Hantuchová \| 7 69 \| 5 7 \| 4 6 \| \| \| 4 \| \| Arantxa Sánchez Vicario Janette Husárová \| 0 6 \| 2 6 \| \| \| \| 5 \| \| Virginia Ruano Pascual / Magüi Serna Daniela Hantuchová / Janette Husárová \| \| \| \| non giocato \| | | |              |     |     |             |
| | | | 1            | 2   | 3   |             |
| 1 | Spagna (bandiera) · Slovacchia (bandiera)                                                              | Conchita Martínez Janette Husárová                                                                     | 6 4          | 7 6 |     |             |
| 2 | Spagna (bandiera) · Slovacchia (bandiera)                                                              | Magüi Serna Daniela Hantuchová                                                                         | 2 6          | 1 6 |     |             |
| 3 | Spagna (bandiera) · Slovacchia (bandiera)                                                              | Conchita Martínez Daniela Hantuchová                                                                   | 7 69         | 5 7 | 4 6 |             |
| 4 | Spagna (bandiera) · Slovacchia (bandiera)                                                              | Arantxa Sánchez Vicario Janette Husárová                                                               | 0 6          | 2 6 |     |             |
| 5 | Spagna (bandiera) · Slovacchia (bandiera)                                                              | Virginia Ruano Pascual / Magüi Serna Daniela Hantuchová / Janette Husárová                             |              |     |     | non giocato |

## World Group Play-offs
Date: 20-21 luglio
| Impianto (superficie)                  | Squadra ospitante | Punteggio | Squadra ospite |
| -------------------------------------- | ----------------- | --------- | -------------- |
| Wollongong, Australia (Cemento indoor) | Australia         | 3-2       | Paesi Bassi    |
| Pechino, Cina (Cemento indoor)         | Cina              | 0-5       | Russia         |
| Bogotà, Colombia (Terra)               | Colombia          | w/o       | Giappone       |
| Přerov, Repubblica Ceca (Terra)        | Rep. Ceca         | 5-0       | Canada         |
| Budapest, Ungheria (Terra)             | Ungheria          | 0-5       | Argentina      |
| Portorose, Slovenia (Terra)            | Slovenia          | 4-1       | Ucraina        |
| Malmö, Svezia (Terra)                  | Svezia            | 3-2       | Svizzera       |
| Springfield, Stati Uniti (hard)        | Stati Uniti       | 5-0       | Israele        |

- Colombia e Slovenia promosse al World Group della Fed Cup 2003.
- Argentina, Australia, Repubblica Ceca, Russia, Svezia e Stati Uniti rimangono nel World Group della Fed Cup 2003.
- Canada (AM), Cina (AO), Israele (EPA), Giappone (AO), Paesi Bassi (EPA), ed Ucraina (EPA) rimangono nel Gruppo I Zonale della Fed Cup 2003.
- Ungheria (EPA) e Svizzera (EPA) retrocesse al Gruppo I Zonale della Fed Cup 2003.

## Zona Americana

### Gruppo I
Squadre partecipanti
- Bahamas
- Brasile
- Canada — promossa al World Group Play-offs
- Colombia — promossa al World Group Play-offs
- Messico
- Paraguay
- Porto Rico — retrocessa nel Gruppo II della Fed Cup 2003
- Uruguay
- Venezuela — retrocessa nel Gruppo II della Fed Cup 2003

### Gruppo II
Squadre partecipanti
- Bermuda
- Bolivia
- Cile
- Costa Rica
- Cuba — promossa al Gruppo I della Fed Cup 2003
- Rep. Dominicana
- Caraibi Orientali
- El Salvador — promossa al Gruppo I della Fed Cup 2003
- Guatemala
- Giamaica
- Panama
- Trinidad e Tobago

## Zona Asia/Oceania

### Gruppo I
Squadre partecipanti
- Cina — promossa al World Group Play-offs
- Taipei cinese
- Hong Kong
- India — retrocessa nel Gruppo II della Fed Cup 2003
- Indonesia
- Giappone — promossa al World Group Play-offs
- Nuova Zelanda
- Filippine — retrocessa nel Gruppo II della Fed Cup 2003
- Corea del Sud
- Thailandia
- Uzbekistan

### Gruppo II
Squadre partecipanti
- Kazakistan — promossa al Gruppo I della Fed Cup 2003
- Malaysia — promossa al Gruppo I della Fed Cup 2003
- Oceania Pacifica
- Singapore
- Siria

## Zona Europea/Africana

### Gruppo I
Squadre partecipanti
- Bielorussia
- Bosnia ed Erzegovina — retrocessa nel Gruppo II della Fed Cup 2003
- Bulgaria
- Estonia
- Georgia
- Grecia — retrocessa nel Gruppo II della Fed Cup 2003
- Israele — promossa al World Group Play-offs
- Lussemburgo
- Paesi Bassi — promossa al World Group Play-offs
- Polonia
- Portogallo — retrocessa nel Gruppo II della Fed Cup 2003
- Romania
- Slovenia — promossa al World Group Play-offs
- Turchia — retrocessa nel Gruppo II della Fed Cup 2003
- Ucraina — promossa al World Group Play-offs
- Jugoslavia

### Gruppo II
Squadre partecipanti
- Algeria
- Botswana
- Danimarca — promossa al Gruppo I della Fed Cup 2003
- Egitto
- Finlandia
- Regno Unito — promossa al Gruppo I della Fed Cup 2003
- Irlanda — promossa al Gruppo I della Fed Cup 2003
- Lettonia
- Liechtenstein
- Lituania
- Malta
- Norvegia
- Sudafrica — promossa al Gruppo I della Fed Cup 2003
- Tunisia